# Drosophila neosignata
Drosophila neosignata är en tvåvingeart som beskrevs av Kumar och Gupta 1988. Drosophila neosignata ingår i släktet Drosophila och familjen daggflugor.
Artens utbredningsområde är Indien och Borneo.